# 2009年の鉄道
2009年の鉄道（2009ねんのてつどう）とは、2009年（平成21年）に起こった鉄道関係の出来事をまとめたページである。
2008年の鉄道 - 2009年の鉄道 - 2010年の鉄道

## 出来事の一覧

### 1月
- 1月1日
  - 韓国鉄道公社
    - （駅名改称） 西慶州駅 ← 金丈駅（中央線）
- 1月30日
  - 札幌市交通局
    - （SAPICA導入） 東西線 宮の沢駅 - 新さっぽろ駅
    - （SAPICA導入） 東豊線 栄町駅 - 福住駅
    - （SAPICA導入） 南北線 麻生駅 - 真駒内駅

### 2月
- 2月28日
  - SMRTトレインズ
    - （延伸開業） MRT東西線 ブーン・レイ駅 - ジョー・クーン駅
    - （新駅開業） パイオニア駅、ジョー・クーン駅 (MRT東西線)

### 3月
- 3月1日
  - 九州旅客鉄道
    - （SUGOCA導入） 鹿児島本線 門司港駅 - 荒尾駅
    - （SUGOCA導入） 香椎線 西戸崎駅 - 宇美駅
    - （SUGOCA導入） 篠栗線 桂川駅 - 吉塚駅
    - （SUGOCA導入） 筑豊本線 若松駅 - 桂川駅
    - （SUGOCA導入） 長崎本線 鳥栖駅 - 佐賀駅
    - （SUGOCA導入） 日豊本線 小倉駅 - 中津駅

  - 広島電鉄
    - （PASPY導入） 本線 広島駅停留場 - 広電西広島（己斐）駅
    - （PASPY導入） 宇品線 紙屋町停留場 - 広島港（宇品）停留場
    - （PASPY導入） 江波線 土橋停留場 - 江波停留場
    - （PASPY導入） 皆実線 的場町停留場 - 皆実町六丁目停留場
    - （PASPY導入） 横川線 十日市町停留場 - 横川駅停留場
- 3月5日
  - タイ国有鉄道ラオス鉄道輸送社
    - （延伸開業）タイ国有鉄道東北本線ノーンカーイ駅 - ターナレーン駅
    - （新駅開業） ノーンカーイ駅、ターナレーン駅
- 3月7日
  - 福岡市交通局
    - （はやかけん導入） 空港線 姪浜駅 - 福岡空港駅
    - （はやかけん導入） 七隈線 橋本駅 - 天神南駅
    - （はやかけん導入） 箱崎線 中洲川端駅 - 貝塚駅
- 3月14日
  - 東日本旅客鉄道
    - （新駅開業） 西府駅（南武線・分倍河原駅 - 谷保駅間）
    - （新駅開業） 西大宮駅（川越線・日進駅 - 指扇駅間）

  - 東京近郊区間拡大。
  - 東海旅客鉄道
    - （新駅開業） 南大高駅（東海道本線・共和駅 - 大高駅間）

  - 九州旅客鉄道
    - （新駅開業） ししぶ駅（鹿児島本線・古賀駅 - 福工大前駅間）
    - （新駅開業） 広木駅（鹿児島本線・上伊集院駅 - 鹿児島中央駅間）
    - （新駅開業） 久留米高校前駅（久大本線・久留米駅 - 南久留米駅間）

  - 関東鉄道
    - （PASMO導入） 常総線 取手駅 - 下館駅
    - （PASMO導入） 竜ヶ崎線 佐貫駅 - 竜ヶ崎駅

  - 千葉都市モノレール
    - （PASMO導入） 1号線 千葉みなと駅 - 県庁前駅
    - （PASMO導入） 2号線 千葉駅 - 千城台駅

  - 舞浜リゾートライン
    - （PASMO導入） ディズニーリゾートライン リゾートゲートウェイ・ステーション駅 → リゾートゲートウェイ・ステーション駅

  - しなの鉄道
    - （新駅開業） 千曲駅（しなの鉄道線・戸倉駅 - 屋代駅間）
- 3月20日
  - 阪神電気鉄道
    - （延伸・第二種鉄道事業開業） 阪神なんば線 西九条駅 - 大阪難波駅 (3.8km)
    - （新駅開業） 九条駅、ドーム前駅、桜川駅、大阪難波駅（阪神なんば線）
    - （路線名改称） 阪神なんば線←西大阪線

  - 近畿日本鉄道
    - （駅名改称） 大阪上本町駅←上本町駅（大阪線・難波線）
    - （駅名改称） 川越富洲原駅←富洲原駅（名古屋線）
    - （駅名改称） 大阪難波駅←近鉄難波駅（難波線）

  - 西大阪高速鉄道
    - （第三種鉄道事業開業） 阪神なんば線 西九条駅 - 大阪難波駅 (3.8km)
- 3月28日
  - 東京地下鉄
    - （ワンマン運転開始） 丸ノ内線 池袋駅 - 荻窪駅
- 3月31日
  - 西日本旅客鉄道
    - （路線廃止） 関西線（阪和貨物線） 八尾駅 - 杉本町駅

### 4月
- 4月1日
  - 西日本旅客鉄道（宮島連絡船）
    - （運営会社変更） JR西日本宮島フェリー ← 西日本旅客鉄道宮島船舶管理所

  - 札幌市交通局
    - （ワンマン運転開始） 東西線 宮の沢駅 - 新さっぽろ駅

  - 小坂製錬
    - （路線廃止） 小坂線 大館駅 - 小坂駅
    - （駅廃止） 大館駅、茂内駅、小坂駅（小坂線）

  - 天竜浜名湖鉄道
    - （新駅開業）大森駅（天竜浜名湖線・知波田駅 - アスモ前駅間）

  - 若桜鉄道
    - （運営形態変更） 第2種鉄道事業者←第1種鉄道事業者

  - 八頭町・若桜町
    - （第三種鉄道事業開業） 若桜鉄道若桜線 郡家駅 - 若桜駅 (19.2km)

  - くま川鉄道
    - （駅名改称） 人吉温泉駅←人吉駅、あさぎり駅←免田駅（湯前線）

  - 韓国鉄道公社
    - （駅名改称） 光州松汀駅←松汀里駅 (湖南高速線・湖南線・慶全線・光州線)
- 4月8日
  - 近江鉄道
    - （新駅開業） ひこね芹川駅（近江鉄道本線・彦根駅 - 彦根口駅間）
- 4月26日
  - 平成筑豊鉄道
    - （路線・第二種鉄道事業開業） 門司港レトロ観光線 九州鉄道記念館駅 - 関門海峡めかり駅 (2.1km)
    - （新駅開業） 九州鉄道記念館駅、出光美術館駅、ノーフォーク広場駅、関門海峡めかり駅（門司港レトロ観光線）

  - 北九州市
    - （第三種鉄道事業開業） 平成筑豊鉄道門司港レトロ観光線 九州鉄道記念館駅 - 関門海峡めかり駅 (2.1km)

### 5月
- 5月15日
  - バンコク・スカイトレイン
    - （延伸開業） シーロム線 サパーンタークシン駅 - ウォンウィアン・ヤイ駅
    - （新駅開業） ウォンウィアン・ヤイ駅
- 5月30日
  - SMRTトレインズ
    - （路線開業） MRT環状線 バートレイ駅 - メリーマウント駅
    - （新駅開業） バートレイ駅、セラングーン駅、ロロン・チュアン駅、ビシャン駅、メリーマウント駅（MRT環状線）

### 6月
- 6月1日
  - 水間鉄道
    - （駅名改称） 水間観音駅←水間駅（水間線）
    - PiTaPa導入

  - 仁川広域市地下鉄公社
    - （路線開業） 仁川地下鉄1号線 東幕駅 - 国際業務地区駅
    - （新駅開業） キャンパスタウン駅、テクノパーク駅、知識情報団地駅、仁川大入口駅、セントラルパーク駅、国際業務地区駅 (仁川地下鉄1号線)
- 6月30日
  - 京成電鉄
    - （創立100年）

### 7月
- 7月1日
  - 韓国鉄道公社
    - （電化・複線化開業） 京義線（京義電鉄線） ソウル駅 - 汶山駅 （46.0km）
    - （新駅開業） デジタルメディアシティ駅（京義線・加佐駅 - 水色駅間）
    - （新駅開業） 楓山駅（京義線・白馬駅 - 一山駅間）
    - （駅廃止） 江梅駅（京義線・花田駅 - 幸信駅間）
- 7月6日
  - 台北大衆捷運公司 （台北捷運）
    - （路線開業） 内湖線 南港展覧館駅 - 中山国中駅
    - （新駅開業） 南港展覧館駅、南港軟体園区駅、東湖駅、葫洲駅、大湖公園駅、内湖駅、文徳駅、港墘駅、西湖駅、剣南路駅、大直駅、松山機場駅、中山国中駅 （内湖線）
    - （直通運転開始） 内湖線・木柵線
- 7月11日
  - 東京急行電鉄
    - （路線開業） 大井町線 二子玉川駅 - 溝の口駅間  (2.0km)
- 7月18日
  - 岡本製作所
    - （営業再開） 別府ラクテンチケーブル線 雲泉寺駅（ラクテンチ下駅） - 乙原駅（ラクテンチ上駅）
- 7月20日
  - 三陸鉄道
    - （駅名改称） 恋し浜駅 ← 小石浜駅（南リアス線）
- 7月24日
  - ソウル市メトロ9号線
    - （路線開業） 9号線 開花駅 - 新論峴駅
    - （新駅開業） 開花駅、金浦空港駅、空港市場駅、新傍花駅、麻谷ナル駅、陽川郷校駅、加陽駅、拯米駅、登村駅、塩倉駅、新木洞駅、仙遊島駅、堂山駅、国会議事堂駅、汝矣島駅、セッカン駅、鷺梁津駅、ノドゥル駅、黒石駅、銅雀駅、旧盤浦駅、新盤浦駅、高速ターミナル駅、砂平駅、新論峴駅 （ソウル市メトロ9号線）
- 7月26日
  - 香港鉄路有限公司
    - （路線開業） 将軍澳線支線 将軍澳駅 - 康城駅  (3.5km)
    - （新駅開業） 康城駅 （将軍澳線）

### 8月
- 8月8日
  - 広島高速交通
    - 「PASPY」導入。
- 8月16日
  - 香港鉄路有限公司
    - （路線開業） 九龍南線 (九龍南線) 南昌駅 - 紅磡駅
    - （新駅開業） 柯士甸駅 (九龍南線)
    - （運転系統変更） 西鉄線列車が九龍南線を通り紅磡駅へ直通運転を開始。東鉄線列車は沙中線開業までは紅磡駅発着となる。
- 8月23日
  - 会津鉄道
    - （新駅開業） (臨)六地蔵尊駅（会津線 南若松駅 - 門田駅間）
- 8月25日
  - 会津鉄道
    - （駅廃止） (臨)六地蔵尊駅（会津線）

### 9月
- 9月28日
  - 北京京港地鉄有限公司
    - （路線開業） 4号線 公益西橋駅 - 安河橋北駅間
    - （新駅開業） 公益西橋駅、角門西駅、馬家堡駅、北京南駅、陶然亭駅、菜市口駅、宣武門駅、西単駅、霊境胡同駅、西四駅、平安里駅、新街口駅、西直門駅、動物園駅、国家図書館駅、魏公村駅、人民大学駅、海淀黄荘駅、中関村駅、北京大学東門駅、円明園駅、西苑駅、北宮門駅、安河橋北駅

### 10月
- 10月1日
  - 釜山交通公社
    - （新駅開業） 釜山大梁山キャンパス駅 (2号線 湖浦駅 - 南梁山駅間)
- 10月8日
  - 台北大衆捷運公司 （台北捷運）
    - （路線名改称）文山線 ← 木柵線
- 10月17日
  - 広島電鉄
    - （PASPY導入） 宮島線 広電西広島（己斐）駅 - 広電宮島口駅
- 10月31日
  - 御岳登山鉄道
    - （PASMO導入） ケーブルカー 滝本駅 - 御岳山駅

### 11月
- 11月1日
  - 北陸鉄道
    - （路線廃止） 石川線 鶴来駅 - 加賀一の宮駅
    - （駅廃止） 中鶴来駅、加賀一の宮駅（石川線）

### 12月
- 12月5日
  - 上海地鉄第三運営有限公司
    - （路線開業） 7号線 上海大学駅 - 花木路駅
    - （新駅開業） 上海大学駅、南陳路駅、上大路駅、場中路駅、大場鎮駅、行知路駅、大華三路駅、新村路駅、嵐皋路駅、鎮坪路駅、長寿路駅、昌平路駅、静安寺駅、常熟路駅、肇嘉浜路駅、東安路駅、船廠路駅、後灘駅、長清路駅、耀華路駅、雲台路駅、高科西路駅、楊高南路駅、錦綉路駅、芳華路駅、竜陽路駅、花木路駅 (7号線)
- 12月12日
  - 東日本旅客鉄道
    - （高架化） 中央本線 三鷹駅 - 国分寺駅

  - 名古屋鉄道
    - （高架化） 三河線 三河八橋駅周辺
- 12月16日
  - 福岡市交通局
    - 「ANAはやかけん」発行開始。
- 12月23日（一般営業は12月24日から）
  - 富山地方鉄道（軌道整備事業者は富山市）
    - （新線開業） 富山都心線 丸の内停留場 - 西町停留場 (0.94km)
    - （新駅開業） 国際会議場前停留場、大手モール停留場、グランドプラザ前停留場（富山都心線）
- 12月28日
  - 広州市地下鉄道総合公司 (広州地下鉄)
    - （新線開業） 広州地下鉄5号線 滘口駅 - 文沖駅 (31.9km)
    - （新駅開業） 滘口駅、坦尾駅、中山八駅、西場駅、西村駅、広州火車駅、小北駅、淘金駅、区荘駅、動物園駅、楊箕駅、五羊邨駅、珠江新城駅、猟徳駅、潭村駅、員村駅、科韻路駅、車陂南駅、東圃駅、三渓駅、魚珠駅、大沙地駅、大沙東駅、文沖駅 (5号線)
- 12月31日
  - 上海地鉄第一運営有限公司
    - （延伸開業） 9号線 宜山路駅 - 世紀大道駅
    - （新駅開業） 徐家匯駅、肇嘉浜路駅、嘉善路駅、打浦橋駅、馬当路駅、陸家浜路駅、小南門駅、商城路駅、世紀大道駅（9号線）

  - 上海地鉄第二運営有限公司
    - （新線開業） 11号線 嘉定北駅 - 江蘇路駅 (31.1km)
    - （新駅開業） 嘉定北駅、嘉定西駅、白銀路駅、嘉定新城駅、馬陸駅、南翔駅、桃浦新村駅、武威路駅、祁連山路駅、李子園駅、上海西駅、真如駅、楓橋路駅、曹楊路駅、隆徳路駅、江蘇路駅（11号線）

## 主なダイヤ改正

### 3月
- 3月14日
  - JRグループ - ダイヤ改正。
- 3月20日
  - 伊賀鉄道 - ダイヤ改正。
  - 近畿日本鉄道 - ダイヤ改正。
  - 神戸高速鉄道 - ダイヤ改正。
  - 神戸電鉄 - ダイヤ改正。
  - 山陽電気鉄道 - ダイヤ改正。
  - 阪急電鉄 - ダイヤ改正。
  - 阪神電気鉄道 - ダイヤ改正。
  - 養老鉄道 - ダイヤ改正。

### 4月
- 4月25日
  - 九州旅客鉄道 - ダイヤ改正。
    - （運転開始） 「SL人吉」（鹿児島本線・肥薩線 熊本駅 - 人吉駅）

### 6月
- 6月1日
  - 韓国鉄道公社 - ダイヤ改正。
    - 韓国鉄道公社200000系電車（ヌリロ）の運転を京釜線と長項線において開始。
- 6月21日
  - 流鉄 - ダイヤ改正。

### 9月
- 9月1日
  - 四国旅客鉄道 - ダイヤ改正。
- 9月12日
  - 京阪電気鉄道 - ダイヤ改正。
    - 京阪線・大津線

### 10月
- 10月1日
  - 北海道旅客鉄道 - ダイヤ改正。
    - 特急「とかち」廃止、全て「スーパーとかち」に置き換わる。

  - 首都圏新都市鉄道 - ダイヤ改正。
- 10月3日
  - 名古屋鉄道（築港線ほか） - 詳細は「2005年からの名古屋鉄道ダイヤ改正」を参照
- 10月4日
  - 南海電気鉄道 - ダイヤ改正。
    - 南海本線

## 災害・不通・事故・事件など

### 2月
- 2月14日
  - 北海道旅客鉄道
    - （事故） 釧網本線 東1線道路踏切（南斜里駅 - 中斜里駅間）付近で強風により普通列車が脱線。
- 2月20日
  - 西日本旅客鉄道
    - （事故） 山陽本線（JR神戸線） 明石駅 - 西明石駅間で、夜間作業中の作業員が普通列車に轢かれ死亡。
- 2月27日
  - 近畿日本鉄道
    - （事故） 大阪線 東青山駅構内で列車脱線事故発生（東青山駅構内列車脱線事故）。

### 3月
- 3月1日
  - 西日本鉄道
    - （事故） 天神大牟田線 津福駅で、交換列車を待つ予定の普通列車が停止信号現示中の出発信号機を冒進。
- 3月9日
  - 四国旅客鉄道
    - （事故） 牟岐線 二軒屋駅 - 文化の森駅間で、普通列車からブレーキパッドが欠落。
- 3月30日
  - 八戸臨海鉄道
    - （事故） 八戸臨海鉄道線 市川通り1号踏切（北沼駅 - 八戸貨物駅間）で、貨物列車と踏切内に進入した八戸市営バスが衝突、バスの乗客全員が負傷。バス運転手は自動車運転過失傷害罪で現行犯逮捕された。

### 4月
- 4月2日
  - 東日本旅客鉄道
    - （事故） 奥羽本線（山形線） 鍋田踏切（高畠駅 - 赤湯駅間）で、普通列車と踏切内に進入した自動車が衝突。自動車の運転手は死亡。
- 4月19日
  - 東海旅客鉄道
    - （事故） 名松線 家城駅で留置中の列車が転動（名松線列車無人走行事故）。
- 4月20日
  - 東海旅客鉄道
    - 前日の事故を受け、中部運輸局から鉄道輸送の安全確保について警告書発出。

### 5月
- 5月26日
  - 近畿日本鉄道
    - （事件） 大阪線 五位堂駅に停車中の準急列車のトイレで、トイレットペーパーや壁の一部が焦がされる事件発生（近鉄大阪線連続放火事件）。

### 6月
- 6月3日
  - 近畿日本鉄道
    - （事件） 大阪線 大阪教育大前駅の男性用トイレの個室内で、緊急通報用押しボタンのプレートが焦がされる事件発生（近鉄大阪線連続放火事件）。
- 6月4日
  - 近畿日本鉄道
    - （事件） 大阪線 河内山本駅に停車中の普通列車のトイレ内で発煙（近鉄大阪線連続放火事件）。

### 7月
- 7月3日
  - 東海旅客鉄道・日本貨物鉄道
    - （事故） 東海道本線 箱根裏街道踏切（沼津駅 - 三島駅間）付近で、夜間作業中の作業員が貨物列車に轢かれ死亡。
- 7月8日
  - 西日本旅客鉄道
    - （社長辞任） 2005年に発生したJR福知山線脱線事故で神戸地方検察庁が事故現場の線路を1996年に急カーブに付け替えた当時鉄道本部長だった山崎正夫社長を在宅起訴、社長は同日辞任表明。

### 8月
- 8月8日
  - 島原鉄道
    - （事故） 島原鉄道線 第78-2号踏切（吾妻駅 - 古部駅間）で、普通列車と踏切内に進入したダンプカーが衝突。列車及びダンプカーは炎上。

  - 林務局 阿里山森林鉄路
    - (災害・不通) 阿里山線全線 嘉義駅 - 阿里山駅（八八水災での被災のため）[1]
- 8月9日
  - 西日本旅客鉄道
    - （災害・不通） 姫新線 播磨新宮駅 - 美作江見駅（台風9号のため。不通区間はバス代行。）

  - 智頭急行
    - （災害・不通） 智頭線 上郡駅 - 大原駅（台風9号のため。不通区間はバス代行、特急の一部が運休）
- 8月21日
  - 西日本旅客鉄道
    - （運転再開） 姫新線 播磨新宮駅 - 佐用駅（同月9日から台風による被害のため運休していた）
- 8月27日
  - 一畑電車
    - （事故） 北松江線 朝日ヶ丘駅 - 松江イングリッシュガーデン前駅間で普通列車が脱線。
- 8月29日
  - 智頭急行
    - （運転再開） 智頭線 上郡駅 - 大原駅（同月9日から台風による被害のため運休していた）

### 9月
- 9月9日
  - 西日本旅客鉄道・日本貨物鉄道
    - （事故） 東海道本線 吹田信号場構内で貨物列車が脱線。

### 10月
- 10月5日
  - 西日本旅客鉄道
    - （運転再開） 姫新線 佐用駅 - 美作江見駅
- 10月8日
  - 東海旅客鉄道
    - （災害・不通） 名松線 松阪駅 - 伊勢奥津駅（台風18号のため。全線でバス代行。）
- 10月15日
  - （運転再開） 名松線 松阪駅 - 家城駅
- 10月25日
  - 万葉線
    - （事故） 新湊港線 中新湊駅構内で構内運転中の車両が脱線。

### 11月
- 11月18日
  - 東京地下鉄
    - （事件） 銀座線日本橋駅で異臭騒動発生。原因は乗客が業務のため所持していた塩酸が車内に零れたため。処理作業が終わるまで日本橋駅銀座線ホームは封鎖され、列車は同駅を通過扱いとして運転された。
- 11月24日
  - 東京地下鉄
    - （災害） 銀座線赤坂見附駅で線路火災発生。原因は乗客が落としたビニール傘が第三軌条に触れ、炎上したため。

### 12月
- 12月19日
  - 九州旅客鉄道・日本貨物鉄道
    - （事故） 日豊本線 市棚トンネル（市棚駅付近）で貨物列車が脱線。

  - 東京都交通局
    - （事故） 都電荒川線 王子駅前駅構内で構内運転中の車両が脱線。
- 12月28日
  - 北海道旅客鉄道
    - （事故） 根室本線 富良野駅構内で快速列車と保守用車が衝突。

## 鉄道車両

### さよなら運転・運転開始
- 1月18日
  - 東日本旅客鉄道
    - （さよなら運転） 国鉄EF55形電気機関車
- 2月1日
  - 三岐鉄道
    - （さよなら運転） 601系電車
- 2月11日
  - 相模鉄道
    - （さよなら運転） 5000系電車
- 3月19日
  - 一畑電車
    - （さよなら運転） デハニ50形電車
- 7月5日
  - 南海電気鉄道
    - （さよなら運転） 6100系電車
- 8月30日
  - 名古屋鉄道
    - （さよなら運転） 7000系電車
- 10月1日
  - 東日本旅客鉄道
    - （運転開始）JR東日本E259系電車
- 10月16日
  - 広島電鉄
    - （定期運行終了）2000形電車
- 10月25日
  - 紀州鉄道
    - （定期運行終了）紀州鉄道線キハ603
- 10月30日
  - 紀州鉄道
    - （運転開始）紀州鉄道線キテツ2
- 11月8日
  - 神戸新交通
    - （さよなら運転） 8000型電車
- 11月20日
  - 会津鉄道
    - （運転終了） AT-300形気動車
- 11月29日
  - 名古屋鉄道
    - （さよなら運転） 7100系電車
- 12月5日
  - 東日本旅客鉄道
    - （さよなら運転） 207系電車（900番台）

### 新系列・新形式
- 東日本旅客鉄道
  - 新幹線E5系電車
  - E259系電車
- 大阪市交通局
  - 30000系電車
- 京成電鉄
  - 京成AE形電車
- 近畿日本鉄道
  - 22600系電車
- 東京都交通局
  - 8800形電車
- 会津鉄道
  - AT-350形気動車
- 富山地方鉄道
  - 9000形電車
- 韓国鉄道公社
  - 200000系ムグンファ形電車
  - KTX-2 (ko)
  - 331000系電車
- ソウルメトロ
  - 新3000系電車

### 譲渡形式
- ひたちなか海浜鉄道 ← 三木鉄道
  - ミキ300形（ミキ300-103）
- 伊予鉄道 ← 京王電鉄
  - 3000系
- 秩父鉄道 ← 東京急行電鉄
  - 7000系
- 伊賀鉄道 ← 東京急行電鉄
  - 200系
- 九州旅客鉄道 ← 高千穂鉄道
  - キハ125形400番台 (元TR-400形 TR401・402)
- 阿佐海岸鉄道 ← 高千穂鉄道
  - ASA-300形 (元TR-200形 TR201)

### 消滅形式
- 一畑電車
  - デハニ50形電車（老朽化による引退）
- 南海電気鉄道
  - 6100系電車（台車交換による形式消滅）
- 名古屋鉄道
  - 7000系電車（老朽化による引退）
- 神戸新交通
  - 8000型電車（塩害による老朽化により引退）
- 東日本旅客鉄道
  - 103系電車　(老朽化による引退)
- 相模鉄道
  - 5000系電車　(老朽化による引退)

### 受賞
- ブルーリボン賞：小田急電鉄 60000形電車
- ローレル賞：京阪電気鉄道 3000系電車・豊橋鉄道 T1000形電車
- グッドデザイン賞：京阪電気鉄道 3000系電車・中之島高速鉄道 中之島線新駅
- 日本鉄道賞：西大阪高速鉄道 阪神なんば線

## その他
- 11月1日
  - 佐久間レールパーク（東海旅客鉄道飯田線 中部天竜駅に隣接）がこの日限りで閉園。

- 東日本旅客鉄道
  - 自殺予防で踏切や駅ホームへ青色LED照明設置[2]。